# Tokuharu Miki
Tokuharu Miki é o primeiro fundador da Instituição Religiosa Perfect Liberty, de origem Japonesa. Nasceu em 1871 e faleceu em 1938.

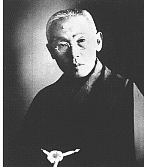
I Fundador, Kyosso-Samá.

## Biografia
Em 1912, encontrou-se com o mestre Tokumitsu kanada, de grandes conhecimentos espirituais e de grande poder de cura, o qual, transferindo para seu corpo a tosse ininterrupta de Tokuharu, pôs fim no terrível mal que o afligia: uma forte asma crônica. Espantado com o poder do mestre, solicitou que lhe ensinasse como proceder, pois queria curar toda a juventude do Japão que padecia de tuberculose, na época e a perda de inúmeras vidas seria um grande desastre para o país; "tal era o sentimento de compaixão do primeiro Fundador". 
A partir de então, seguiu o mestre e foi aprendendo sua doutrina, a qual encontrava-se incompleta por ter apenas 18 preceitos, faltando ainda três deles - quando surgisse alguém de Makoto (sinceridade, dedicação, perseverança pura), após sua morte, que completasse os 21 preceitos, segundo sua previsão, essa doutrina estaria destinada a se espalhar pelo mundo por sua perfeição e verdade.
Após o falecimento de Tokumitsu Kanada, Tokuharu Miki orou por 5 anos seguidos, sem faltar um só dia, mesmo sob o forte inverno japonês, diante de um pé de frisieira, plantado próximo ao local de sua morte, até que um dia obteve a revelação dos preceitos que faltavam e percebeu que o homem de makoto era ele mesmo.
Tornou-se lider da seita Hito-no-miti, "Caminho do homem", que viria no pós-guerra, em 1946, tornar-se a Instituição Religiosa Perfect Liberty (PL Kyodan), pela continuação da doutrina por seu filho, o 2º Fundador da PL, Tokuchika Miki.
Seu filho então, atingiu também elevado estado espiritual (satori), denominado então na PL de Oshieoyá-Samá. Sob a revelação do Preceito "Vida é Arte", estabeleceria uma nova fase de expansão mundial dos ensinamentos, concedendo sob orientação divina os novos 20 preceitos restantes. Daí o nome Fundador, pois para cada época surge um Oshieoyá-samá.
A PL prega que somente através do aprimoramento pessoal na busca da unicidade com Deus é que o homem pode alcançar a Paz mundial, seu maior objetivo.
Takahito Miki, seu neto, é hoje o atual 3º Fundador, faleceu no dia 05 de dezembro de 2020